# Admiral Golovko (fregata)
Admiral Golovko (rusko Адмирал Головко) je fregata razreda Admiral Gorškov Ruske vojne mornarice. Je tretja ladja v razredu in je poimenovana po admiralu Arseniju Grigorjeviču Golovku, poveljniku Severne flote med veliko domovinsko vojno. Je del 43. divizije raketnih ladij Severne flote v Severomorsku. Je prva ladja v razredu, ki ne bo opremljena z ukrajinskim pogonskim sistemom podjetja Zorja-Mašprojekt iz Nikolajeva, ampak z domačo rusko plinsko turbino podjetja NPO Saturn iz Ribinska in menjalnikom podjetja Zvezda iz Sankt Peterburga.
Razred je razvil Severni projektno-konstruktorski biro iz Sankt Peterburga. Tehnično rešitev je vojna mornarica potrdila julija 2003. Ladje od leta 2006 izdeluje sanktpeterburška ladjedelnica Severnaja verf.
Gredelj Admirala Golovka je bil položen 1. februarja 2012 v sanktpeterburški ladjedelnici Severnaja verf, splavljen pa je bil 22. maja 2020. 26. novembra 2022 je začel morska preizkušanja. V uporabo je bila predana 25. decembra 2023. 11. januarja 2024 je prispela v domače pristanišče Severomorsk.
Poveljnik ladje je kapitan 2. stopnje Andrej Slavin.